# Збірна Ічкерії з футболу
Збірна Ічкерії з футболу (чеч. Noxçiyn) — національна збірна команда з футболу Чеченської Республіки Ічкерії, не визнана асоціаціями ФІФА та УЄФА. Є членом федерації футбольних асоціацій невизнаних держав і територій NF-Board.
Штаб-квартира Федерації футболу Ічкерії та національної збірної з футболу розташовані у Ніцці, Франція.